# 수원시 권선구 을
수원시 권선구 을은 대한민국의 옛 국회의원 선거구이다. 당시 경기도 수원시 권선구의 일부 지역을 관할했다.

## 역사
1988년 7월 1일, 수원시에 구제가 실시되면서 권선구가 설치되었다. 이에 제14대 국회의원 선거를 앞두고 수원시 갑 선거구에서 분리되어 수원시 권선구 을 선거구가 신설되었다.
1993년 2월, 수원시 권선구 을 선거구에 해당하는 지역이 팔달구로 독립했다. 이에 제15대 국회의원 선거를 앞두고 수원시 팔달구 선거구로 개편되었다.

## 역대 국회의원
| 선거   | 정당 | 정당       | 의원   |
| ------ | ---- | ---------- | ------ |
| 1992년 |      | 민주자유당 | 남평우 |

## 역대 선거 결과

### 대한민국 제14대 국회의원 선거
|  | 36.10% |

|  | 32.03% |

|  | 31.85% |